# Rifugio Tissi
Il rifugio Attilio Tissi è un rifugio alpino dolomitico situato a 2 252 m s.l.m. sul Col Reàn, nel comune di Alleghe, alla base della grande parete nord-ovest del monte Civetta.

## Storia
Il rifugio è stato inaugurato nel 1963 ed è dedicato all'alpinista agordino Attilio Tissi.

## Accessi
Il rifugio è raggiungibile in circa 1,30/2,00 h dal Rifugio Sonino al Coldai per la Forcella Col Negro. Un'altra possibilità è di raggiungerlo dal Rifugio Vazzolèr in 2,00 h.

## Alpinismo
La posizione del rifugio permette il rapido accesso ad alcuni dei più grandi itinerari delle Dolomiti:
- Monte Civetta:
  - Via Solleder-Lettenbauer: trattasi della prima via diretta alla parete nord-ovest della Civetta, aperta da Emil Solleder e Gustav Lettembauer nel 1925 e, insieme alla via Simon-Rossi sul versante nord del Pelmo, aperta un anno prima, inaugura nelle Dolomiti l'era del VI grado. Il suo sviluppo è di oltre 1000 metri con alcuni passi oggi valutati VI- UIAA, attacca lo zoccolo sotto la direttrice del canalone che scende dalla forcella tra la Piccola Civetta e Civetta e sale molto diretta per gole e camini. Trattasi di un'ascensione molto impegnativa anche oggigiorno, una grande via classica delle Dolomiti.
  - Via Comici: altro itinerario aperto nel 1931 da Emilio Comici e Giulio Benedetti sulla grande parete nord-ovest. Essa è molto meno diretta della Solleder, ha uno sviluppo di circa 1500 m e diversi passaggi di VI UIAA e di A1-A2. Essa attacca per il canalone sotto la Punta Civetta per poi spostarsi sulla parete di destra e sale pilastro dopo pilastro fino ai camini finali della Solleder che raggiunge con pendoli. Nel 1935 la cordata Cassin-Dell'Oro ha aperto una variante d'uscita diretta e nel 1962 la cordata Kaiser-Rosenzopf ne ha aperta una basale che raggiunge la via nel difficile tratto mediano sotto la Punta Tissi.
  - Via degli amici: via aperta nel 1967 dal Reinhold Messner, Heini Holzer, Sepp Mayerl e Renato Reali che prova a risolvere il problema della "superdirettissima" raddrizzando la linea della via Solleder. Ha uno sviluppo di 1150 m e difficoltà di V+ e A2 UIAA.
  - Via Philip-Flamm: grandiosa ascensione aperta nel 1957 da Walter Philipp e Dieter Flamm esclusivamente in arrampicata libera e con soli 40 chiodi per l'assicurazione (secondo Dal Bianco ed Angelini questa via era considerata come una delle più difficili delle Alpi!). Essa inizia leggermente a sinistra della via di Messner seguendo una linea di diedri giallo-neri per circa 1000 metri di sviluppo con lunghi tratti di VI e VI+ UIAA fino alla Punta Tissi (2992 m), una quota della cresta nord della Civetta.
- Piccola Civetta:
  - Via Haupt-Lompel: trattasi della direttissima alla Piccola Civetta, aperta per l'appunto da Haupt e Lompel con le massime difficoltà del loro tempo (1910). La via attacca alla base della parete nord della Piccola Civetta e per un canalone e poi per paretine e camini raggiunge la cima, attraversando anche il piccolo ghiacciaio pensile della parete, il "Cristallo". Oggi è un itinerario raramente percorso con difficoltà di V UIAA ed uno sviluppo di più di 1000 m.
- Cima de Gasperi:
  - Spigolo Ovest: scalato per la prima volta da Attilio Tissi, Alvise Andrich e Furio Bianchet nel 1935 in arrampicata libera, ha un salto di 750 m e difficoltà fino al VI- UIAA.
- Cima Su Alto:
  - Gran Diedro: grandiosa arrampicata aperta da George Livanos e Robert Gabriel nel 1951 che vince direttamente il gran diedro che questa cima presenta verso ovest. Le difficoltà sono continue ed estreme lungo tutta la lunghezza del diedro (circa 400 m), in arrampicata libera VI+ UIAA e molti passi in artificiale di A2. La via presenta un lungo zoccolo d'attacco di 400 m.
  - Spigolo nord-ovest: altra grande arrampicata effettuata da Ignazio Piussi, Molin, Anghileri e Panzeri nel 1967 che supera lo spigolo immediatamente a sinistra del gran diedro con difficoltà continue di VI+ UIAA e passi in artificiale di A3. La via supera un salto di 800 m.
- Cima Terranova:
  - Via Livanos: ancora un'ardita salita alla parete nord-ovest compiuta da George Livanos, Robert Gabriel ed Armando da Roit. La via vince direttamente una muraglia verticale di 400 m sopra lo zoccolo di altri 350 m con passi di VI+ ed artificiale fino all'A3.